# De repente, el último verano (obra de teatro)
De repente, el último verano (Suddenly, Last Summer, en su título original en inglés, cuya traducción propia es De repente, el verano pasado) es una obra en un acto de Tennessee Williams. Se estrenó en el Off-Broadway el 7 de enero de 1958, como parte de un programa doble con otra pieza de Williams Something Unspoken. La obra, que consiste básicamente en dos largos monólogos, es considerada una de las obras más descarnadas y poéticas de Williams.

## Argumento
La obra presenta a Catherine Holly, una joven que parece perder el juicio tras la muerte en circunstancias misteriosas de su primo Sebastian en un viaje a Europa. La madre de Sebastian, Violet Venable, tratando de enturbiar la verdad sobre la homosexualidad y la muerte de su hijo, amenaza con practicar una lobotomía a Catherine por sus declaraciones en relación con la desaparición de Sebastian. Finalmente, bajo la influencia de un suero de la verdad, Catherine relata la truculenta historia de la muerte de Sebastian por el canibalismo a manos de unos chicos locales, cuyos favores sexuales anduvo buscando, usando a Catherine como señuelo para atraer a los jóvenes (como antes había utilizado a su madre).

## Representaciones destacadas

### En inglés
- Teatro. Off-Broadway. (Estreno, 1958).
  - Intérpretes: Anne Meacham (Catherine), Hortense Alden, Alan Mixon.
- Cine (Suddenly, Last Summer, 1959).
  - Dirección: Joseph L. Mankiewicz
  - Intérpretes: Elizabeth Taylor, Katharine Hepburn y Montgomery Clift.
    - En la película se eliminaron las referencias a la homosexualidad.
- Teatro (Broadway, Nueva York, 1995).
  - Intérpretes: Elizabeth Ashley (Mrs. Venable) y Jordan Baker. (Catherine).
- Teatro (Londres, 2004).
  - Dirección: Michael Grandage.
  - Intérpretes: Diana Rigg y Victoria Hamilton.
- Televisión (BBC, 1993).
  - Dirección: Richard Eyre.
  - Intérpretes: Maggie Smith, Rob Lowe, Richard E. Grant, y Natasha Richardson.

### En español
En España únicamente se ha representado profesionalmente en dos ocasiones: En la Sala Magallanes, en 1973, bajo el título de Súbitamente el último verano, con dirección de José Carlos Plaza e interpretación de Enriqueta Carballeira, Paca Ojea y Joaquín Hinojosa y en 2006, dirigida por José Luis Saiz e interpretada por Olivia Molina, Mariano Alameda y Susi Sánchez.

### En otros idiomas
- Teatro (París, 1965). En francés, con el título de Soudain... l’été dernier
  - Intérpretes: Jeanine Crispin (Mdme. Venable), Silvia Monfort (Catherine), Jean Danet, Henriette Bena.
- Teatro (Bolonia, 1991). En italiano, con el título de Improvvisamente l'estate scorsa
  - Intérpretes: Alida Valli (Mrs. Venable), Raffaella Azim (Catherine)